# Filippo Colombo
Filippo Colombo (Gussago, 20 dicembre 1997) è un mountain biker e ciclista su strada svizzero.
Due volte campione del mondo nella staffetta a squadre di cross country, ha vinto la medaglia d'argento nel cross country short track ai Mondiali 2022.

## Palmarès

### Mountain bike
- 2017

1ª prova Swiss Bike Cup, Cross country Under-23 (Rivera)
Ötztaler Mountainbike Festival, Cross country Under-23 (Haiming)
3ª prova Swiss Bike Cup, Cross country Under-23 (Soletta)
5ª prova Swiss Bike Cup, Cross country Under-23 (Andermatt)
Campionati europei, Staffetta mista (con Joel Roth, Linda Indergand, Alessandra Keller e Andri Frischknecht)
Campionati del mondo, Staffetta mista (con Sina Frei, Joel Roth, Jolanda Neff e Nino Schurter)
- 2018

4ª prova Swiss Bike Cup, Cross country Under-23 (Gränichen)
Campionati svizzeri, Cross country Under-23
Campionati del mondo, Staffetta mista (con Alexandre Balmer, Sina Frei, Jolanda Neff e Nino Schurter)
8ª prova Swiss Bike Cup, Cross country Under-23 (Lugano)
- 2019

1ª prova Coppa del mondo, Cross country Under-23 (Albstadt)
Campionati svizzeri, Cross country Under-23
6ª prova Coppa del mondo, Cross country Under-23 (Lenzerheide)
7ª prova Coppa del mondo, Cross country Under-23 (Snowshoe)
8ª prova Swiss Bike Cup, Cross country (Lugano)
- 2021

Theodora MTB Cup, Cross country (Alanya)
Fullgaz Race powered by Ghost int. MTB Bundesliga, Cross country short track (Obergessertshausen)
MTB Ca'neva Trophy, Cross country (Caneva)
- 2022

Momentum Medical Scheme Tankwa Trek, Cross country marathon (Ceres)
ÖKK Bike Revolution Tamaro Trophy, Cross country (Rivera)
Campionati svizzeri, Cross country short track
5ª prova Coppa del mondo, Cross country short track (Lenzerheide)
8ª prova Coppa del mondo, Cross country short track (Mont-Sainte-Anne)
- 2023

Gstaad
- 2024

Salamina Epic #1
Salamina EPIC #2
Salamina EPIC #3
Campionati svizzeri, Cross country
- 2025

Cape epic (con Nino Schurter)

### Strada

#### Altri successi
- 2024 (Q36.5 Pro Cycling Team)

GP Ticino

## Piazzamenti

### Classiche monumento
- Giro delle Fiandre

2023: 50º
- Parigi-Roubaix

2023: ritirato

### Competizioni mondiali
- Campionati del mondo di mountain bike[1]

Hafjell-Lillehammer 2014 - Staffetta a squadre: 2º
Hafjell-Lillehammer 2014 - Cross country Junior: 10º
Vallnord 2015 - Cross country Junior: 5º
Vallnord 2015 - Staffetta a squadre: 4º
Nové Město na Moravě 2016 - Staffetta a squadre: 3º
Nové Město na Moravě 2016 - Cross country Under-23: 54º
Cairns 2017 - Staffetta a squadre: vincitore
Cairns 2017 - Cross country Under-23: 7º
Lenzerheide 2018 - Staffetta a squadre: vincitore
Lenzerheide 2018 - Cross country Under-23: 16º
Mont-Sainte-Anne 2019 - Cross country Under-23: 2º
Leogang 2020 - Cross country Elite: 7º
Val di Sole 2021 - Cross country Elite: 9º
Val di Sole 2021 - Cross country short track: 8º
Les Gets 2022 - Cross country Elite: 9º
Les Gets 2022 - Cross country short track: 2º
Vallnord 2024 - Cross country Elite: 32º
- Campionati del mondo di mountain bike marathon

Capoliveri 2021 - Elite: 17º
- Giochi olimpici

Tokyo 2020 - Cross country: 12º

### Competizioni europee
- Campionati europei di mountain bike

St. Wendel 2014 - Cross country Junior: 42º
Chies d'Alpago 2015 - Cross country Junior: 11º
Darfo Boario Terme 2017 - Staffetta a squadre: vincitore
Darfo Boario Terme 2017 - Cross country Under-23: 6º
Graz 2018 - Staffetta a squadre: 2º
Graz 2018 - Cross country Under-23: 2º
Brno 2019 - Cross country Under-23: 2º
Monte Tamaro 2020 - Cross country Elite: 27º
Novi Sad 2021 - Cross country Elite: 3º
Monaco di Baviera 2022 - Cross country Elite: 3º
Romania 2024 - Cross country Elite: 8º